# ウッハ!ハーレム学生寮
『ウッハ!ハーレム学生寮』（ウッハ!ハーレムがくせいりょう）は、松浦まどかによる日本の漫画作品。『週刊ヤングマガジン』（講談社）にて連載されていた。単行本は全7巻。

## あらすじ
恋人いない歴18年の主人公・住田剛は明法大学社会心理学部に入学を決め、その学生寮に入寮して大学生活を始めることになった。しかしこの社会心理学部、「ジェンダーフリーの研究と実践」をモットーとしており学生寮は男女同室、トイレや浴場も男女共用という徹底ぶり。しかも学生同士の恋愛（肉体関係）はバレた時点で即退学という厳しい掟が待っていた。

## 登場人物
住田 剛 （すみだ ごう）
主人公。漫研サークル所属。千太郎の師匠。
鶴 鳴子 （つる めいこ）
学生寮の美人寮長にして、住田のルームメイト。住田のことを見下しており、たびたびキツイ言葉を浴びせる。年下で未熟な住田のことなど全く眼中にない様子だったが、自身の失恋や両親との確執を契機に彼のやさしさに気付くようになり、やがて恋心を抱くようになる。普段は強気な性格だが、実は意外と淋しがりやでツンデレ属性あり。物語の初期には、すっぴんだとブスで化粧をすると美女に化けるという設定が用いられていた。しかし、いつのまにかその設定はなくなったようで、四六時中、美女として登場するようになる。
水鉄砲大会では剣道を活かした直線的な水鉄砲で戦うが宇堂静華に敗北。
戸口 奈瀬 （とぐち なせ）
住田のルームメイト。大学で心理学を学び、カウンセラーになるのが夢。清純派タイプの美少女で、常識外れの寮生活にショックを受けるが、住田の機転や持ち前の健かさでなんとか乗り越えていく。寮生活にも慣れ始めた矢先、突然母が倒れるという不幸に見舞われ、志半ばで大学を休学することになる。弟たちの生活費を工面するためにキャバクラで働き出すが、彼女の芯は折れることなく、お客さんたちの悩みを親身になって聴くなどして夢を見据えた経験を積む。休学とキャバクラへの勤務を決意したことを住田に打ち明けた際、彼から自分が協力するから別の手段を考えようという説得と、好きだという告白を受けたが、これを断った。
坂本 千太郎 （さかもと せんたろう）
準主人公。住田の後輩。女の子が苦手で、男女混合の生々しい寮生活に耐え切れず、入学早々脱落しそうになる。しかし、住田からの助言やサポートに救われ、なんとか踏みとどまる。住田のことを尊敬しており「師匠」と呼んでいる。同様に、女の子との接し方や男として自分たちはどうあるべきかなどを指南してくれる林沢のことを「ダンディ先生」と呼ぶ。背が小さく気弱な性格の千太郎だが、アソコの逞しさだけは例外で、ルームメイトから「アナコンダ」と恐れられるほどの巨根の持ち主である。大学で偶然再会した幼馴染の北越南美恵とは、戸惑いながらも良い関係を築いていき、次第に惹かれ合うようになる。鉄道マニアで、電車などのイラスト入りシャツを好む。
北越 南美恵（きたごし　なみえ）
千太郎の幼馴染。愛称はナミちゃん。太極拳をたしなんでいる。幼少期から仙太郎とは非常に仲が良かったが、あるとき千太郎を性的に誘惑したという疑いを彼の母親からかけられ絶縁される。その後、十数年の時を経て、大学のルームメイトとして千太郎と再会。千太郎の母親を交えて過去の誤解を解き、二人は再び良い関係になる。
水鉄砲大会では太極拳を活かした「ナミエスペシャル水月波」で勝ち進む。林沢との戦いでは序盤は善戦するが、乳首責めにより徐々に苦戦。足を使った大技を仕掛けるが、足を上げた南美恵の股間を見た林沢はこの大技を受けて逆に覚醒、凄まじい勢いの乳首連射により絶頂し敗北。
林沢 哲平
住田の無二の親友。出っ歯。
水鉄砲大会では脇から2発の水鉄砲を同時に繰り出す「テクニカル乳スポット」、強烈な勢いでそれを放ち絶頂させる「テクニカル乳マシンガン」により勝ち進めるが、胸への快感に耐性を持つ氷川には通じず敗北。トレードマークの出っ歯を折られてしまった。
氷川 虹子 （ひかわ にじこ）
水鉄砲の強者。胸の谷間を利用した竜巻のような水鉄砲「パイルトルネード」と熊の猛撃のような威力を誇る「パイルグリズリー」で圧倒的な実力を持つ。しかし、「パイルグリズリー」による胸へのダメージを心配した千太郎はわざと敗北。勝ちを譲られて以来、千太郎に片思いしている。
池上ヒトミ
お嬢様タイプ。華道部所属。
宇堂静華
ハーレム学部最強の怪力女。林沢と相部屋。
ジェシカ
外国人
篠原ミズキ
文学部。漫研所属。
西園寺花子
文学部哲学科。
舛田
漫研の部長。
花霞ヒカル（坂本百太郎）
社会心理学部長。千太郎の父。
万太郎
千太郎似の犬。